# Martin Waldseemüller

Universalis Cosmographia, 1507, primero en presentar las nuevas tierras descubiertas separadas de Asia y denominarlas con el nombre de "America".

Martin Waldseemüller (en latín: Martinus Ilacominus o Hylacomilus; Wolfenweiler, cerca de Friburgo de Brisgovia, c. 1470 - Saint-Dié-des-Vosges, c. 16 de marzo de 1520)fue un geógrafo y cartógrafo franco-alemán. Fue el primero, junto con Mathias Ringmann, en emplear el nombre de América, en honor de Américo Vespucio, en un mapa publicado en 1507, Universalis Cosmographia secunda Ptholemei traditionem et Americi Vespucci ui
aliorum que lustrationes ("Un dibujo de toda la Tierra siguiendo la tradición de Ptolomeo y los viajes de Américo Vespucio y otros"), en el que también se presentaba por primera vez América separada de Asia.

## Biografía
Nacido en Wolfenweiler, se trasladó con su familia a Friburgo de Brisgovia (su madre era de Radolfzell, donde se pensó que había nacido Martin). En 1490 aparece inscrito en la Universidad de Friburgo, si bien no hay constancia de los estudios que cursó. Con todo, debió de estudiar geografía y matemáticas, a la vez que cosmografía. Allí entró en contacto con Mathias Ringmann, con quien se trasladó a la colegiata de Saint-Dié-des-Vosges, en pleno corazón de los Vosgos, en el Ducado de Lorena. El monasterio era un centro del movimiento humanista, en cuyo Gymnasium (escuela de nivel secundario) trabajó como profesor y cartógrafo. Canónigo en Saint-Dié, allí falleció hacia 1520.

## Obra

### Universalis Cosmographia

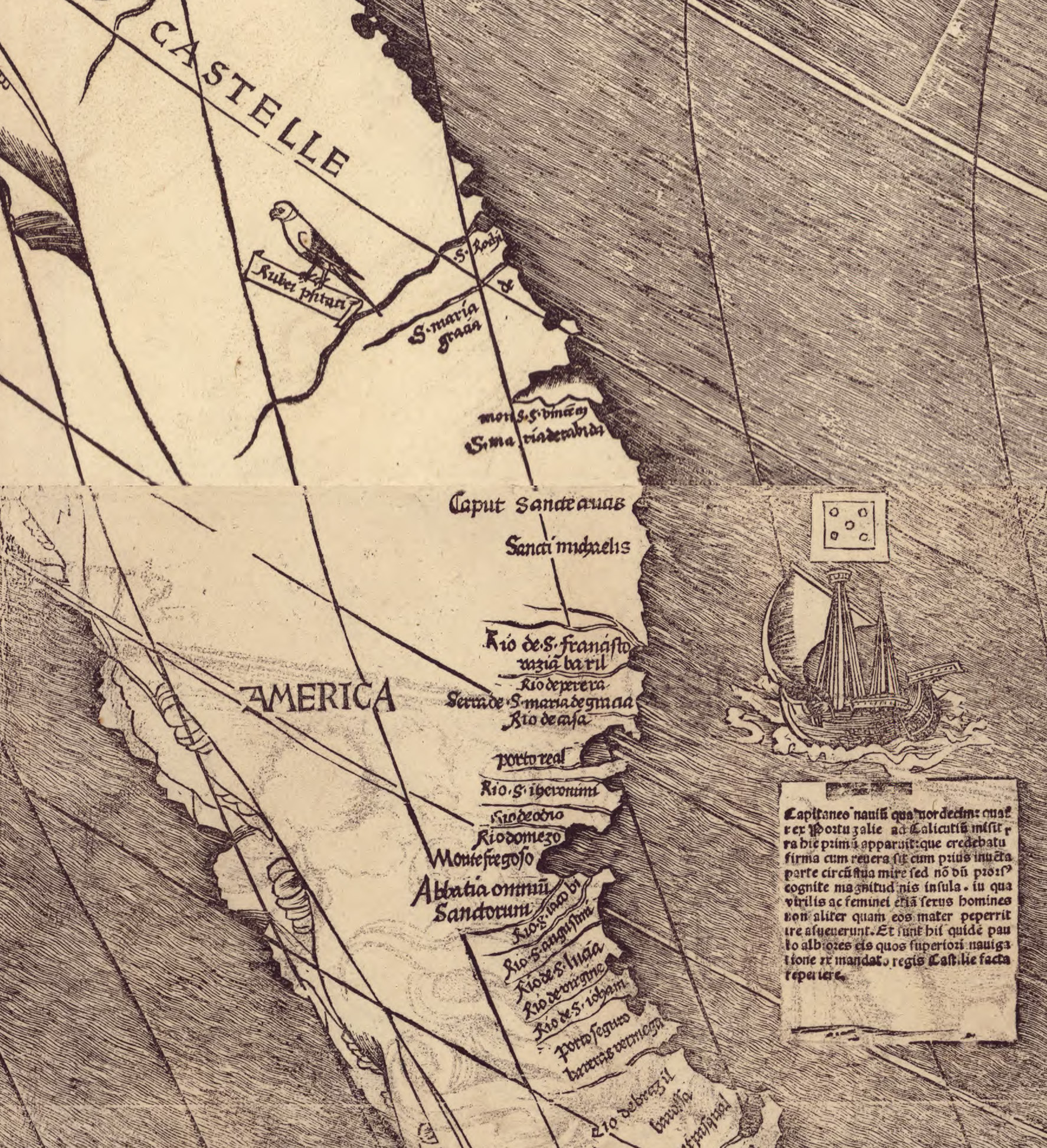
Detalle de la Universalis Cosmographia con el nombre de «AMERICA», refiriéndose específicamente a lo que hoy se conoce como América del Sur. Posteriormente, en 1538, Gerardus Mercator amplió el uso del término América para designar a todo el continente en sus mapas.

Su trabajo más importante es la Universalis cosmographia secundum Ptholomaei traditionem et Americi Vespucii aliorumque lustrationes que publicó en 1507 junto a un pequeño globo terráqueo impreso en husos con los cuales se podía construir la esfera, acompañados de un tratado geográfico llamado Cosmographiae Introductio, cuya redacción suele atribuirse a Ringmann. Utilizando mapas anteriores, especialmente el planisferio de Caverio y un planisferio de Henricus Martellus no conservado, el mapa constaba de 12 paneles grabados en madera para formar un mural y de él se hizo una importante tirada, distribuyéndose más de mil ejemplares. Por primera vez América aparecía inequívocamente separada de Asia y rodeada de agua. Un estrecho dividía el continente en su parte central; sin embargo, en la parte superior del mapa, en una segunda representación a menor escala de la Tierra dividida en dos hemisferios, junto a los retratos de Ptolomeo y Vespucio, el estrecho desaparecía haciendo de América un continente unido. El tratado contenía además los Cuatro viajes de Américo Vespuccio (Americi Vespucii navigationes Quattuor), aparentemente un relato de los viajes del navegante italiano Américo Vespucio, aunque su autenticidad se ha puesto en duda, y en las tres obras aparecía por primera vez el nombre de América aplicado a las tierras que se acababan de explorar, considerando a Américo Vespucio como su descubridor. Perdido durante mucho tiempo, en 1901 el estudioso de la cartografía Joseph Fischer encontró el único ejemplar subsistente en el castillo de Wolfegg, en la Alta Suabia, que fue adquirido en 2001 por la Biblioteca del Congreso de los Estados Unidos por 10 millones de dólares.

### Globo

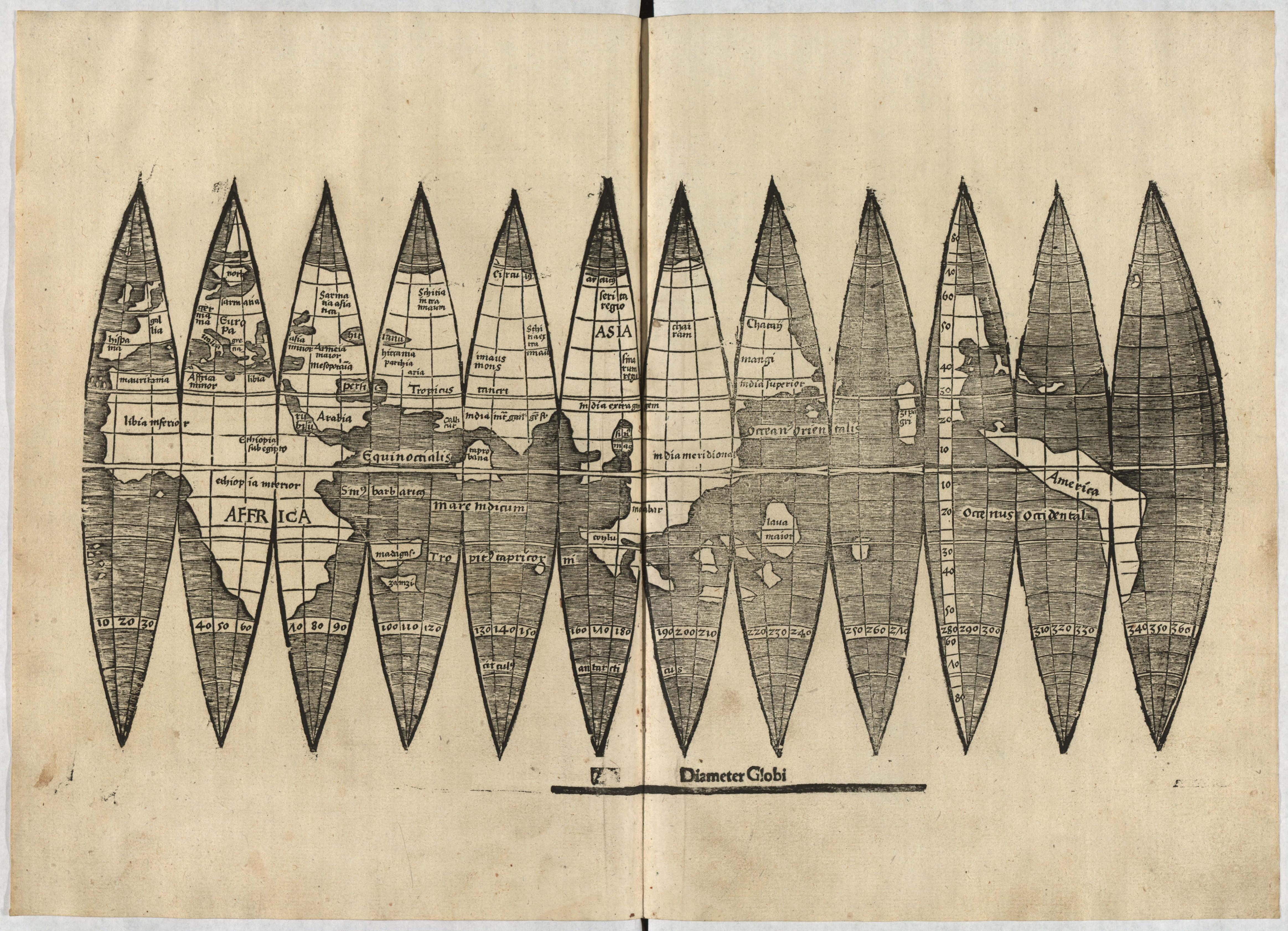
Globo terráqueo de la Ludwig-Maximilians-Universität de Múnich.

El globo terráqueo publicado posiblemente junto con el propio tratado, pues alude a él en su introducción, constaba de una hoja con un planisferio recortable en forma de husos o gajos a fin de componer con ellos una pequeña esfera. En él figura también el nombre de América como denominación del nuevo continente, pero la disposición del «occeanus occidental» al oeste de América hace que su localización resulte confusa. 
Se conservan de él cinco copias, todas ellas íntegras. La primera de estas hojas en ser descubierta, en 1871, se encuentra actualmente en la biblioteca James Ford Bell de la Universidad de Minnesota. Otra, hallada dentro de un atlas de Ptolomeo, se encuentra en Múnich en la biblioteca nacional de Baviera. Un tercer ejemplar fue descubierto en 1992, encuadernado en una edición de las obras de Aristóteles en la biblioteca pública de Offenburg. El cuarto ejemplar conservado salió a la luz en 2003 después de que su propietario leyese en el periódico un artículo sobre el mapa de Waldseemüller. Fue subastado en Charles Frodsham & Co. por 1.002.267 dólares, el precio más alto pagado por un mapa de una hoja.
El último en aparecer, con ligeras variantes respecto de los anteriormente conocidos, fue presentado en julio de 2012. Fue localizado en la biblioteca de la Universidad Ludwig Maximilian de Múnich, que ha publicado una versión digital.

### Terre Nove
De 1507 a 1513 trabajó en la preparación una nueva edición latina de la Geographia de Ptolomeo. En tanto que Mathias Ringmann se encargaba de las enmiendas al texto, él se ocupó de dibujar veinte nuevos mapas para formar con ellos un verdadero atlas, en uno de los cuales, titulado Tabule Terre Nove, rectificaba la atribución del descubrimiento a Américo Vespucio. Waldseemüller no utilizaba ya el nombre de «América», sino que lo había sustituido por el de «Terra Incognita», y en una nota aclaratoria añadía que «esta tierra y las islas adyacentes fueron descubiertas por el genovés Colón, por mandato del rey de Castilla». Como en el mapa pequeño de 1507, el continente se presentaba unido e independiente de Asia, pero hacía algunas correcciones en las líneas de los trópicos. 

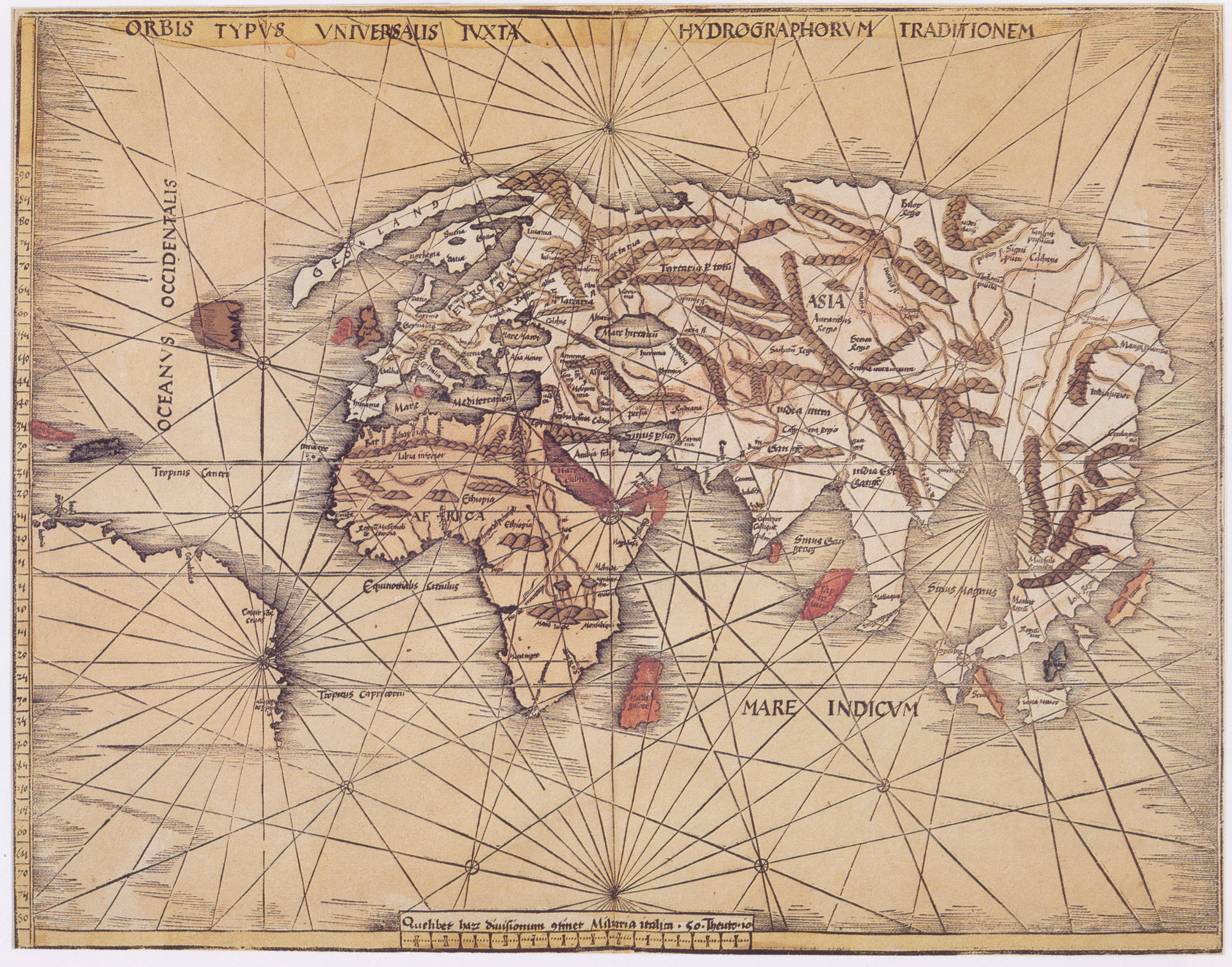
Orbis Typus Univeralis, 1513.

### Orbis Typus Universalis
Adjunto al atlas de Ptolomeo editado en Estrasburgo en 1513 ,Waldseemüller publicó un nuevo planisferio con el estilo de las cartas náuticas o portulanas, que surgieron en Europa en el siglo XIII: Orbis typus universalis iuxta hydrographorum traditionem, con notables diferencias respecto del publicado en 1507, lo que hace pensar que pudiera haber sido dibujado con anterioridad, hacia 1505-1506. La introducción al atlas indica que la información para las nuevas tierras procede del almirante, en alusión probablemente a Cristóbal Colón. Se trata también de la primera carta náutica impresa, precediendo en 3 años a su  Carta Marina Navigatoria de 1516.
Groenlandia es aquí una península de Europa, las Antillas únicamente se representan por tres islas: Isabella (Cuba), Spagnola (La Española) y una tercera sin leyenda, y de América del Sur solo se muestra la costa nordeste, hasta Alta pago de S. Paulo. Sin embargo, al sur de Asia, India y Sri Lanka se representan de forma más moderna que en el planisferio de 1507, conservando mejor sus proporciones.

### Carta Marina de 1516
La Carta Marina de 1516 supone un notable cambio respecto a sus anteriores concepciones. Rompe con la tradición ptolemaica y pasa a tomar como modelo el planisferio de Caverio. Asigna el Descubrimiento de América a Cristóbal Colón en vez de a Vespucio, elimina el nombre de América para el Nuevo Mundo y, siguiendo las tesis colombinas, parece dudar de que se trate realmente de un continente diferenciado, colocando en América del Norte una inscripción que dice «Terra de Cuba-Asie Partis», retornando al tiempo a la concepción peninsular de la isla de Cuba y a la división del continente por un paso interoceánico, influido quizá por la mayor ortodoxia ptolemaica de los cartógrafos italianos o por faltarle nuevos informes de los marinos portugueses.